# Jens van 't Wout
Jens van 't Wout (Laren, 6 oktober 2001) is een Nederlands shorttracker. Ook zijn broer Melle beoefent deze sport.

## Carrière
Van zijn tweede tot zijn vijftiende woonde het gezin in Bracebridge, Ontario in Canada. Via Almere-Stad kwamen ze in het Friese Sintjohannesga. 
Op de Olympische Winterspelen 2022 werd hij zowel op de 500 als 1000 meter in de series uitgeschakeld en met de relayploeg strandde hij in de halve finale.
In het seizoen 2022/2023 won hij drie wereldbekerwedstrijden, waarvan een 500, een 1000 en een 1500 meter. Op de Nederlandse kampioenschappen shorttrack 2023 won hij ook alle drie de afstanden. Bij de wereldkampioenschappen 2023 in Zuid-Korea draagt hij bij aan de gouden medaille mixed relay en wint hij individueel brons over 500 meter.

## Persoonlijke records[1]
| Afstand    | Tijd     | Datum            | Locatie      | Locatie                          |
| Afstand    | Tijd     | Datum            | Baan         | Plaats                           |
| ---------- | -------- | ---------------- | ------------ | -------------------------------- |
| 500 meter  | 39,932   | 6 november 2022  |              | Salt Lake City, Verenigde Staten |
| 1000 meter | 1.23,263 | 21 november 2021 |              | Debrecen, Hongarije              |
| 1500 meter | 2.14,612 | 15 januari 2022  | Elfstedenhal | Leeuwarden, Nederland            |
| 3000 meter | 5.07,171 | 5 januari 2020   | Elfstedenhal | Leeuwarden, Nederland            |

### Wereldbekermedailles
500 meter
 Salt Lake City, Verenigde Staten: 2022/2023
1000 meter
 Almaty, Kazachstan: 2022/2023
1500 meter
 Salt Lake City, Verenigde Staten: 2022/2023
Bibi Arts · Teun Boer · Hugo Bosma · Zoë Deltrap · Friso Emons · Kay Huisman· Yara van Kerkhof · Niels Kingma · Sjinkie Knegt · Daan Kos · Itzhak de Laat · Diede van Oorschot · Selma Poutsma · Sven Roes · Suzanne Schulting · Bram Steenaart · Michelle Velzeboer · Xandra Velzeboer · Jens van 't Wout · Melle van 't Wout

Bondscoach: Niels Kerstholt

Assistent-coach: Kip Carpenter · Haralds Silovs